# Clics d'Or
 (janvier 2015).
 (avril 2019).
Si vous disposez d'ouvrages ou d'articles de référence ou si vous connaissez des sites web de qualité traitant du thème abordé ici, merci de compléter l'article en donnant les références utiles à sa vérifiabilité et en les liant à la section « Notes et références ».
Les Clics d'Or sont des récompenses de l'Internet français, remises lors d'une cérémonie à Paris réunissant en moyenne un millier d'acteurs du web (agences de publicité, éditeurs de contenu et de services et ligne...). Créée et produite par Geneviève Petit et Dominique Playoust en 1997 sous l'égide de CB News et Yahoo, la cérémonie a eu lieu entre 1997 et 2006 (à l'exception de 2002 lorsque la crise post-éclatement de la bulle avait vu fermer de nombreux lauréats des années précédentes). Le jury était composé de directeurs et responsables de grands acteurs du web français, garantissant ainsi un prestige certain aux prix (Voyages-sncf.com, IAB, Lagardère, PPR, Le Monde interactif, RTL...). Vues rétrospectivement, ces récompenses permettent de mieux cerner l'évolution du web français depuis les débuts de son utilisation en France par le grand public,,.

## Lauréats

### 1998
- Liberation.com (catégorie médias)
- Carrenoir.com (agences)
- ConceptSecurite.Renault.fr (grand public)
- Consodata.com (B to B)
- Degriftour.fr (B to C) : site racheté en 2000 par le britannique Lastminute.com

### 1999
- Castorama (Site grand public)
- Canal Web (Site média)
- AlloCiné (Site marchand B to C)
- Business Village (Site marchand B to B)
- Pictoris (Site d'agence conseil en communication)
- La Poste pour l'Euro (Campagne de publicité interactive)
- Le Grand Amour (Opération de promotion en ligne)
- Les Echos (Site de communication financière)
- Macarte.com (Meilleur design) :  Créé en novembre 1998, il permettait de commander des cartes de téléphone personnalisées
- finances.gouv.fr Ministère de l'Économie (Meilleur site de communication publique)
- Orchestre national de Jazz (Meilleur site culturel)
- Jean-Charles Baudot (Meilleure page personnelle) pour un site perso aujourd'hui disparu dont on peut retrouver l'esprit sur le site du même auteur :
- Keo (Mention spéciale du jury)

### 2000
- Asterop.com, agence Nagora (meilleur site BtoB)
- Ennemi-etat.com, agence Australie.com (meilleure campagne de publicité interactive)
- Wadmag.com (meilleur design)
- Transfert.net (meilleur site média)
- Abalone-online.com, agence The Link (meilleur site grand public de marketing interactif)
- Clicvision.com (meilleur site de communication publique /associative /communication culturelle)
- Clust.com (meilleur site de la Net entreprise, meilleur site marchand grand public)
- Banana-software.fr (meilleur site d'une agence conseil en communication)
- Boursorama.com (meilleur site de communication financière)
- Astro-France.com de Fabien Lavigne (grand prix du public, meilleure page personnelle réalisée par des professionnels)
- Toutelachine.com de André Pitié (grand prix du public, meilleure page personnelle réalisée par des amateurs)
- 70degresud.com, agence Wind Report (prix spécial du jury)
- Bernard Arnault (Homme de l'année)
- B2L (Agence de l'année)

### 2001
- Peugeot Looxor / Grenade (meilleure campagne de publicité interactive)
- Nouvo (meilleur site Hauts débits)
- Warner Bros www.laverite-lefilm.com / Grey Interactive (Meilleur site de divertissement)
- Monuments historiques / Grey Interactive   (Meilleur site public)
- Proxchange / Grey Interactive  (Meilleur site BtoB)
- Seamply.com / Business Lab (Meilleur site média)
- Lancôme France / Business Interactif (Meilleur site institutionnel)
- Salomon / Megalostudio et Moët&Chandon / Ici la lune (Meilleur design)
- iBazar / Grey Interactive (Meilleur site de la net entreprise)
- Artcurial.com / Immedia (Meilleur site E commerce)
- Hoaxbuster.com (Prix du public)
- Anne-Sophie Pastel, Créatrice d'Auféminin.com (Grand Prix de la Presse - Femme de l'année)

### 2003
- Minefi	Avence, Publicis Technology et Cosmos Bay (Prix spécial du Jury)
- Olympic.org	Business Interactif (Meilleur site corporate)
- Sallegaveau.com	Cinquième Gauche (Meilleur site grand public)
- Mediapost.fr	B2L Proximity (Meilleur site ou service BtoB)
- Noos (campagne interactive)	Rapp Digital (Meilleure opération de marketing interactif)
- Siemens (campagne)	Singapour (Meilleure campagne publicitaire)
- Clio Renault (mini-site)	Publicis Networks (Meilleur site de marque, site événementiel)
- Cité des Sciences - Les défis du vivant	Œil pour Œil (Meilleur site public, site d'intérêt général)
- Ministère de l'Agriculture	 KungFuYoga, TBWA Interactive (Meilleur site public, site d'intérêt général ex aequo)
- Darty.fr	Cinquième Gauche (Meilleur site d'e-commerce)
- Bic World	Business Interactif (Meilleure internationalisation)
- Lequipe.fr	(Meilleur site média)
- Rolexmentorprotege.com	Duke Interactive (Meilleur design)
- Petra Friedmann (Opodo France) (Femme Internet de l'année)
- Denis Wathier (Voyages-sncf.com) (Homme Internet de l'année)

### 2005
- France 5 : La seconde guerre mondiale en 60 dates - 5e gauche (Catégorie Informer)
- La Française des Jeux : campagne "Collectif des riches" - Mediaedge:cia / Labviral (Catégorie Conquérir)
- Natoora (Catégorie Vendre)
- Orange : campagne "Orange Intense" - Euro RSCG 4D(Catégorie Communiquer - Site de marque)
- Nouvelle version du site du Premier Ministre (Catégorie Communiquer - Site institutionnel)
- Expedia : bannière "le voyage que je veux" - 1000mercis (Catégorie Interagir)
- Allociné (Catégorie Mobilité)
- Maporama (Prix spécial, Catégorie Mobilité)
- Lafayette VO - Publicis Networks (Catégorie Design)
- AEIOU : le blog de Fluctuat.net, édité par les "Editions hybrides" (Catégorie Blog Professionnel)
- Monputeaux.com : le blog de Christophe Grébert (Catégorie Blog Personnel)

### 2006
- Netvibes (Grand Prix du Jury)
- jeveuxaider.com (Prix spécial du référencement)
- SplitGames (Prix spécial du public, intermédiation achat et vente)
- Evene (Site media, ex æquo)
- INA - L'Ina entre dans votre vie (Site media, ex æquo - contenus et services de divertissement)
- Dare - Wilkinson - Mediaedge:cia (site de marque)
- Campagne de publicité interactive hors formatsstandards IAB (catégorie conquérir)
- Visibly Clear lance le blog video en France - Initiative / Magna Interactive (catégorie interagir communautés)
- Upian.com - La cité des mortes (catégorie mobiliser)
- Publicis Net - Experience Wonder You (catégorie design interfaces)
- Nike Channel - Mobivillage (catégorie mobile)
- Lafraise.com (catégorie TPE)